# Oxmuseet

Oxmuseet i Västorp är ett museum i Västorp ett par mil öster om Växjö som grundades 1981 av Set Sigvardsson. Museet beskriver dragoxens 3 000-åriga historia i Norden. Museet visade förr upp levande oxar i olika arbetsmoment med harv och plog, samt erbjöd åkturer med bultavagn m.m. 
Oxmuseet hade sin storhetstid på 1980- och 1990-talet. Sedan 2001 finns inte de levande oxarna kvar, varför verksamheten för bokade besök varit av blygsam omfattning. Oxmuseet anordnade under 15 år utbildning i oxkörning för studenter vid Sveriges Lantbruksuniversitet.  
Oxarna var även med i flera filminspelningar, varav den mest kända är Sven Nykvists film Oxen.  Set Sigvardsson har även varit anlitad som föreläsare i ämnet "Oxen, oket och smålänningen".